# Johan Adrianus Gerard van der Steur
Johan Adrianus Gerard (J.A.G.) van der Steur (Haarlem, 30 oktober 1865 – Steenwijk, 7 februari 1945) was een Nederlands architect, hoogleraar aan de Technische Hogeschool te Delft, en rector magnificus in 1922-1923.

## Leven en werk
Van der Steur werd geboren in Haarlem, waar zijn vader Adrianus van der Steur (1836-1899) zich had gevestigd als architect. Hij studeerde bouwkunde aan de Polytechnische School te Delft van 1883 tot 1888 onder andere bij Eugen Gugel.
Na zijn afstuderen reisde hij door Europa, en terug in Haarlem begon hij bij zijn vaders architectenbureau. Voor de hervormde gemeente van Schagen ontwierp hij in 1895 een nieuwe Grote Kerk nadat de oude kerk uit 1460 op 29 augustus 1895 afbrandde. Een zeldzaam voorbeeld van hervormde neogotiek. Als uitvoerend architect werkte hij onder andere mee aan de bouw van het Vredespaleis in Den Haag van 1907 tot 1913. Hierna ontwierp hij onder andere de Stadsschouwburg Haarlem, een gebouw voor de Bouwkunde faculteit in Delft, de Panderfabrieken in Den Haag, en een gebouw voor De Nederlandsche Bank in Leiden.
In 1914 werd hij bij de Technische Hogeschool te Delft aangenomen als waarnemend hoogleraar voor Henri Evers, en in 1917 volgde een vaste aanstelling als gewoon hoogleraar. Daarnaast was hij van 1916-1924 voorzitter van de raad van bestuur van de Koninklijke Academie van Beeldende Kunsten in Den Haag. In het jaar 1922-1923 was hij tevens rector magnificus van de universiteit, en in 1931 ging hij met emeritaat.

## Personalia
Zijn oudste zoon Ad van der Steur (1893–1953) trad in zijn voetsporen en werd ook architect. Zijn tweede zoon Albert Johan werd ook architect, en zijn derde zoon J.A.G. van der Steur jr. (1899-1966) werd bouwkundig ingenieur, die onder andere betrokken bij het ontwerp van de Stormvloedkering Hollandse IJssel in Krimpen aan den IJssel.

## Publicaties
- Prof. Ir. J. A. G. van der Steur, architect, 's-Gravenhage; uitgevoerde gebouwen, projecten enz., Uitgeverij Dr. Gustav Schueler, Bussum 1917
- Oude gebouwen in Haarlem, i.s.m. Vereeniging "Haerlem", Uitgeverij Erven F. Bohn, Haarlem 1907